# وربوسه
وربوسه (به لاتین: Varbuse) یک روستا در استونی است که در دهستان کانپی واقع شده‌است.

## خصوصیات
وربوس ۳۰ نفر جمعیت دارد.